# Jumping the shark
Der Begriff jumping the shark (engl. „über den Hai springen“) stammt aus den US-amerikanischen Medien und beschreibt den Zeitpunkt, an dem eine Fernsehserie ihren Höhepunkt überschritten hat und das Publikum das Interesse an ihr verliert.
Der Begriff wurde durch die Website jumptheshark.com (inzwischen durch eine kommerzielle Firma übernommen; alle ursprünglichen Inhalte und Kommentare wurden gelöscht) etabliert, die sich ausgiebig mit diesem Thema beschäftigte. Ihr Name geht auf die dritte Folge der fünften Staffel der Fernsehserie Happy Days, Fonzie in Hollywood – Teil 3, zurück, in der Fonzie, eine der Hauptfiguren, mit Wasserskiern über einen Hai springt. Diese Folge wurde am 20. September 1977 ausgestrahlt. Einige Kritiker sahen diese „lächerliche“ Szene als Ende der Serie – inzwischen wurde aber auch eine Gegenstimme zu dieser Sichtweise laut, denn die Serie lief danach noch sieben Jahre lang bis zum 27. September 1984.
Erkennungsmerkmale für den Jumping-the-shark-Effekt sind zum Beispiel:
- Hauptdarsteller steigen aus der Serie aus (zum Beispiel bei Happy Days, Die wilden Siebziger, Akte X)
- Der "unique selling point" der Serie verwässert (zum Beispiel bei Designated Survivor – ab Staffel 2 eine weitere Polit-Serie)
- Die Hauptcharaktere werden nach mehreren Jahren ein Paar (zum Beispiel bei Die Nanny, Wer ist hier der Boss?, Superman – Die Abenteuer von Lois & Clark, Nikola, The Mentalist)
- Es werden zusätzliche Figuren integriert (zum Beispiel in Eine schrecklich nette Familie)
- Figuren, die eigentlich aus der Serie herausgeschrieben wurden, treten wieder auf (zum Beispiel das Wiederaufleben von Bobby in Dallas)
- Die Kinderdarsteller werden zu alt und durch neue Kinder ersetzt (zum Beispiel Die Bill Cosby Show oder Full House)
- Der Schauspieler in einer Rolle wird ausgewechselt (zum Beispiel Tante Vivian in Der Prinz von Bel-Air)
- Ein oder mehrere Hauptcharaktere erleben eine drastische Veränderung in ihrem Leben, zum Beispiel durch einen Umzug oder ähnliches (wie etwa ein vermeintlicher Lottogewinn in Roseanne).

Mittlerweile wird der Ausdruck in den Vereinigten Staaten metaphorisch für Personen und Sachen gebraucht, die ihren Zenit überschritten haben.